# Родионов, Владимир Александрович (писатель)
Владимир Александрович Родионов (13 февраля 1940 — 31 декабря 2018) — советский и украинский писатель, поэт, писал на русском языке, член Союза писателей Украины и России, почётный гражданин Чугуева.

## Биография
Владимир Родионов родился 13 февраля 1940 года в Сталинграде.
После окончания школы стал курсантом Харьковского авиационного училища лётчиков, но на третьем курсе из-за проблем со здоровьем был отчислен. Однокурсниками Владимира Родионова были будущие космонавты Юрий Малышев, Владимир Ляхов, маршал авиации Евгений Шапошников. Высшее образование получил на факультете авиадвигателей Харьковского авиационного института, который окончил в 1967 году.
Владимир Родионов писал на русском языке. Среди его творчества также проза, переводы, публицистика. Первый сборник поэта «Солнце у штурвала» вышел в 1978 году. Совокупно он является автором 60 произведений поэзии, прозы и песен.
Владимир Родионов — член Союза писателей Украины и России.
Жил и работал в Чугуеве. В 1996 году ему было присвоено звание почётного гражданина города Чугуева «за активную работу по патриотическому воспитанию молодого поколения, пропаганду истории и культурного наследия Чугуевщины».

## Работы
Поэзия
- Собрание сочинений в 9 т. / В. Родионов. — Х.: Вид-во Федорко, 2012. — Т 1 — 9.
- Собрание сочинений в 2 т. / В. Родионов. — Чугуев: III -e тысячелетие, 1999. — Т. 1 — 2.
- Господь тебя храни: Стихи / В. Poдионов. — Х. : Майдан, 1998. — 240 с.
- Двойная тень: Стихи / В. Родионов. — Чугуев, ІІІ-е тысячелетие, 2005. — 136 с.
- Заповітна свіча: Вірші та поеми / В Родіонов. — Чугуїв: ІІІ-є тисячоліття, 2001. — 183 с.
- И паруса мои и крылья: Стихи / В. Родионов. — Х. : III-е тысячелетие, 2010. — 100 с.
- «…И слов идущих вдохновенье»: Лаконизмы / В. Родионов. — Х. : Місьдрук, 2012. — 176 с.
- Корни и крылья: Стихи / В.Родионов. — Х. : Прапор, 1986. — 46 с.
- Летные фрески: Стихи / В. Родионов. — Х. : Прапор, 1992. — 95 с.
- Листоноша осені моєї: Вірші / В. Родіонов. — Х. : Міськдрук, 2010. — 100 с.
- Любовь моя извечная ! : Стихи, поэы, песни / В, Родионов. — Чугуев: III-e тысячелетие, 2000. — 174 с.
- Мелодии крыла: Песни / В. Родионов. — Х. : Майдан. 1998—136 с.
- Мой иконостас 6 Стихи и поэмы / В. Родионов. — Чугуев: III-e тисячелетие, 2003. — 96 с.
- На том и стою: Стихи / В. Родионов — Х.: Майдан, 1995. — 176 с.
- Небесні плеса: Вірші / В. Родіонов. — Х. : Прапор, !991. — 95 с.
- Небесное и земное: Стихи и поэмы / В. Родионов. — Х.: Міськдрук,2011. — 224с.
- Ожидание весны: Стихи и переводы / В. Родионов. — Х. : Вид-во Федорко, 2015. — 142 с.
- Осокорова осінь: Вірші / В. Родіонов. — Х. : Вид-во жур. «Березіль», 1995. — 96 с.
- Останнє кохання: Книга сповідальної душі / В. Родіонов. — Х. : III-e тисячоліття, 1999. — 240 с.
- Отсветы любви: Стихи / В. Родионов. — Х.: КП Типография № 13, 2009. — 100 с.
- Оттаявшая память: Стихи / В. Родионов — Х. : III-e тисячелетие, 2008. — 196 с.
- Ощущение полета: Стихи./ В.Родионов.- Х. : Майдан, 2003. — 160 с.
- Постижение: Стихи / В. Родионов. — Х. : Прапор, 1982. — 55 с.
- Поеми / В. Родіонов. — Х. : Вид-во Федорко , 2014. — 112 с.
- Поэмы / В. Родионов. Х. : Міськдрук, 2011—160 с.
- Право на полет: Избранное / В. Родионов. — Х. : Ред.-изд. пред-е «Оригинал», 1992. — 288 с.
- Свет калины Украины: Книга переводов / В. Родионов. — Х. : Майдан, 2006. — 100 с.
- Свет невечерний: Стихи / В. Родионов. — Х. : Майдан, 1997. — 96 с.
- Слова души и ноты сердца: Песни / В. Родионов. Х: III-e тысячелетие, 2004. — 144 с.
- Слова души и строки сердца: Лаконизмы / В. Родионов. — Х. : Вид-во Федорко, 2013. — 208 с.
- Слова на ветер не бросая … : Лаконизмы / В. Родионов — Х .: Вид-во Федорко, 2013. — 202 с.
- Солнце у штурвала: Стихи / В. Родионов. — Х. : Прапор, 1978. — 48 с.
- Стихотворения, рецензии, письма / В. Родионов. — Х. : Майдан, 2002. — 420 с.
- Судьбы моей автографы: Лаконизмы / В.Родионов. — Х. : Міськдрук, 2011. — 160 с.
- Перебійніс П. Печаль крыла седого. Туга сивого крила: Вірші, переклади / В. Родіонов, П. Перебійніс. — Х. : III-тисячоліття, Вид-во Федорко, 2015. — 84 с.
- Черты ушедшей мамы отчетливей с годами: Стихи / В. Родионов.- Х. : Вид-во Федорко, 2015. — 92 с.
- Четыре возраста любви: Стихи / В. Родионов. — Х. : III-e лысячелетие, 2008. — 196 с.
- Чувств моих жар — Азербайджан: Стихи, поэма, проза / В. Родионов. — Х. : Вид-во Федорко, 2015. — 100 с.
- Чугуев Репиным велик. — Х.:Федорко, 2018. — 156 с.

Поэзия для детей
- До чего ж потешные — братья наши меньшие / В. Родионов: Стихи для детей / В. Родионов. — Х. : Вид-во Федорко, 2015. — 148 с.
- Про братів менших наших — земних і крилатих ! : Вірші для дітей / В. Родіонов. — Х. : Вид-во Федорко, 2015. — 94 с.
- Стихов моих излишек для наших ребятишек: Стихи для детей / В. Родионов.- Х.: Вид-во Федорко, 2015, 146 с.

Проза
- Эссе в 6-ти томах. — Т.1 Судьбы судеб. — Х. : Майдан, 2004. — 218 с.
- Эссе в 6-ти томах. — Т. 2 Жизнь жизней. — Х. :III-e тысячелетие, 2005. — 240 с.
- Эссе в 6-ти томах. — Т. 3 Сердца сердец. — Х. : III-e тысячелетие, 2006. — 208 с.
- Эссе в 6-ти томах. — Т. 4.Встречи встреч. — Х. : III-e тысяччелетие, 2009. — 244 с.
- Эссе в 6-ти томах. — Т. 5 Разлуки разлук. — Х. : III-e тысячелетие. 2010. — 250 с.
- Эссе в 6-ти томах. — Т. 6. Итоги итогов. — Х. : Вид-во Федорко, 2014. — 198 с.
- Апостоли слова: Книга есеїв / В. Рдіонов. — Х. : Майдан, 2007. — 88 с.